# Verica Nedeljković
Verica Nedeljković née Jovanović le 16 septembre 1929 à Čačak et morte le 13 décembre 2023, est une joueuse d'échecs yougoslave puis serbe  qui obtient le titre de maître international féminin en 1954, et celui de grand maître international féminin honoraire en 1978 pour sa carrière.
Elle est six fois championne de Yougoslavie et candidate au championnat du monde d'échecs féminin à cinq reprises de 1955 à 1967, terminant à la deuxième place lors du tournoi des candidates en 1959. Lors de l'olympiade d'échecs féminine de 1963, elle  remporte toutes ses parties au deuxième échiquier de la Yougoslavie.

## Biographie
Son nom de jeune est Jovanović. Elle est mariée au joueur d'échecs yougoslave Srećko Nedeljković (1923-2011). Elle est ingénieur de profession.

## Championnats de Yougoslavie
Verica Nedeljković apprit à jouer aux échecs par un ami à l'âge de dix-sept ans. En 1950, à 21 ans, elle remporta son premier titre de championne de Yougoslavie. Elle conserva son titre pendant quatre ans de suite de 1950 à 1953 sous le nom Jovanović et le regagna ensuite sous son nouveau nom Nedeljković en 1958 et 1965.

## Candidate au championnat du monde
Son premier succès international fut la victoire au tournoi zonal féminin de Herceg Novi (zone d'Europe occidentale). L'année suivante, en 1955, elle finit à la sixième place au tournoi des candidates au championnat du monde. Par la suite, elle remporta à nouveau le tournoi zonal en 1957, 1963 et 1966.
Lors des tournois des candidates suivants, elle termine
- deuxième en 1959 derrière Kira Zvorykina (seule la première du tournoi disputait la finale du championnat du monde contre Elisabeth Bykova)
- quatrième ex æquo en 1961
- neuvième en 1964
- sixième ex æquo en 1967.

## Olympiades
Verica Nedeljković a disputé deux olympiades féminines d'échecs avec la Yougoslavie, jouant à chaque fois au deuxième échiquier.
En 1963, à  Split, elle marqua 100 % des points (12 / 12) et reçut la médaille d'or individuelle et la médaille d'argent par équipe.
En 1966, elle marqua 6 points sur 10 et la Yougoslavie finit quatrième.